# Flottenabteilung
Die Flottenabteilung war eine Kommandobehörde der Reichsmarine und später der Kriegsmarine, welche dem Marinekommandoamt und dem Admiralquartiermeister der Seekriegsleitung unterstellt war.

## Geschichte

### Vorgeschichte
Infolge des verlorenen Ersten Weltkriegs und des Versailler Vertrages wurde die Kaiserliche Marine, nunmehr als Vorläufige Reichsmarine bezeichnet, erheblich reduziert. Als Ersatz für den aufgelösten Admiralstab und das Reichsmarineamt wurde ab 26. März 1919 vorübergehend wieder die Admiralität eingerichtet, die am 15. September 1920 in Marineleitung umbenannt wurde. In der Marineleitung wurde das Marinekommandoamt (A) als eines von fünf Ämtern aufgebaut. Das Marinekommandoamt bestand anfangs aus der Marinewehrabteilung (A I) und der Flottenabteilung (A II).

### Aufgaben
Die Flottenabteilung hatte im Rahmen der Marine die Aufgaben bzgl. taktischer und strategischer Angelegenheiten, die Waffenverwendung festzulegen, der militärischen Forderungen an die Seestreitkräfte und die Küstenverteidigung, dem Nachrichtenwesen vorzunehmen und war verantwortlich für Luftschutzangelegenheiten.
Ab Oktober 1933 hatte die Flottenabteilung neben den Themen Operation und Taktik u. a. die Verwendung der See- und Seeluftstreitkräfte festzulegen, Kriegsspiele und Manöver vorzubereiten.

### Flottenabteilung (A II)/Flottenabteilung (A I)/Operationsabteilung (A I)/Flottenabteilung (A V)
Das Marinekommandoamt wurde im Oktober 1933 umgegliedert und die Flottenabteilung (A II) wurde zur Flottenabteilung (A I). In der Folge wurde die Flottenabteilung (A I) Ende August 1936 zur Operationsabteilung (A I). Nachdem im Oktober 1937 die Operationsabteilung (A I) ausgegliedert worden war und zur Seekriegsleitung als 1/Skl gekommen war, ging auch die Bedeutung des Marinekommandoamtes zurück.
Im März 1938 wurde im Marinekommandoamt die Flottenabteilung (A V) geschaffen. Im Juli 1939 wurde die Flottenabteilung (A V) zur Verstärkung des Amtes Kriegsschiffbau (K) herangezogen und wurde erst wieder im Admiralquartiermeister (Skl/AdmQu) eingerichtet.

### Flottenabteilung (Qu I)
Im Februar 1944 wurden die restliche Kommandoamtsgruppe (Qu A 1), bis dahin unter Konteradmiral Hans Mirow, zur Flottenabteilung (Qu I) zusammengelegt, welche bis Kriegsende bestand.

## Ausstattung (Auswahl)
1922
- Fregattenkapitän Walter Gladisch, später Chef des Marinekommandoamtes
- Korvettenkapitän Ernst Bindseil
- Korvettenkapitän Albert Gayer
- Korvettenkapitän Kurt Aßmann
- Korvettenkapitän Paul Hönicke, zur Dienststellung
- Kapitänleutnant Maximilian von Zitzewitz
- Kapitänleutnant Walther Faber
- Kapitänleutnant Günther Lütjens
- Kapitänleutnant Werner Steffan
- Kapitänleutnant Rudolf Jahn
- Oberleutnant zur See Ernst Lindemann, zugleich Adjutant des Amtschefs
- Kapitänleutnant (Ing.) Rusche
- Regierungsrat Stammer

1930
- Fregattenkapitän Karlgeorg Schuster
- Korvettenkapitän Reimar von Bonin
- Korvettenkapitän Joachim Lietzmann
- Oberleutnant zur See Theodor Detmers
- Oberregierungsrat Stammer
- Oberregierungsrat Dr. Kurt Eckhardt
- Ministerialamtmann Heintze
- Ministerialamtmann Dreßler
- Ministerialamtmann George

## Chefs (Auswahl)
Flottenabteilung (A II)
- Fregattenkapitän/Kapitän zur See Siegfried Westerkamp: von 1919 bis September 1920
- Kapitän zur See Iwan Oldekop: von September 1920 bis 1923 zugleich Chef des Stabes des Marinekommandoamtes
- Kapitän zur See Arno Spindler: von Juli 1923 bis September 1925
- Kapitän zur See Wilfried von Loewenfeld: von September 1925 bis März 1927
- Fregattenkapitän/Kapitän zur See Kurt Aßmann: von März 1927 bis September 1929
- Kapitän zur See Hermann Boehm: von September 1929 bis September 1932
- Kapitän zur See Günther Guse: von September 1932 bis 1933

Flottenabteilung (A I)/Operationsabteilung (A I) von 1933 bis Oktober 1937
- Kapitän zur See Günther Guse: von 1933 bis September 1934
- Fregattenkapitän Otto Ciliax: von September 1934 bis September 1936
- Konteradmiral Wilhelm Marschall: ab 1936
- Kapitän zur See Kurt Fricke: September/Oktober 1937

Flottenabteilung (A V) von März 1938 bis Juli 1939
- Kapitän zur See/Konteradmiral Werner Fuchs: von März 1938 bis Januar 1939, später Chef des Amtes/Hauptamtes Kriegsschiffbau (K)

Flottenabteilung (Qu I) ab Februar 1944
- Kapitän zur See Wolf Löwisch: von April 1944 bis April 1945